# Ailuroedus crassirostris
L'uccello-gatto verde (Ailuroedus crassirostris (Paykull, 1815)) è un uccello passeriforme della famiglia Ptilonorhynchidae.

## Etimologia
Il nome scientifico della specie, crassirostris, deriva dal latino e significa "dal becco grosso", in riferimento alla conformazione del becco di questi uccelli.

## Descrizione

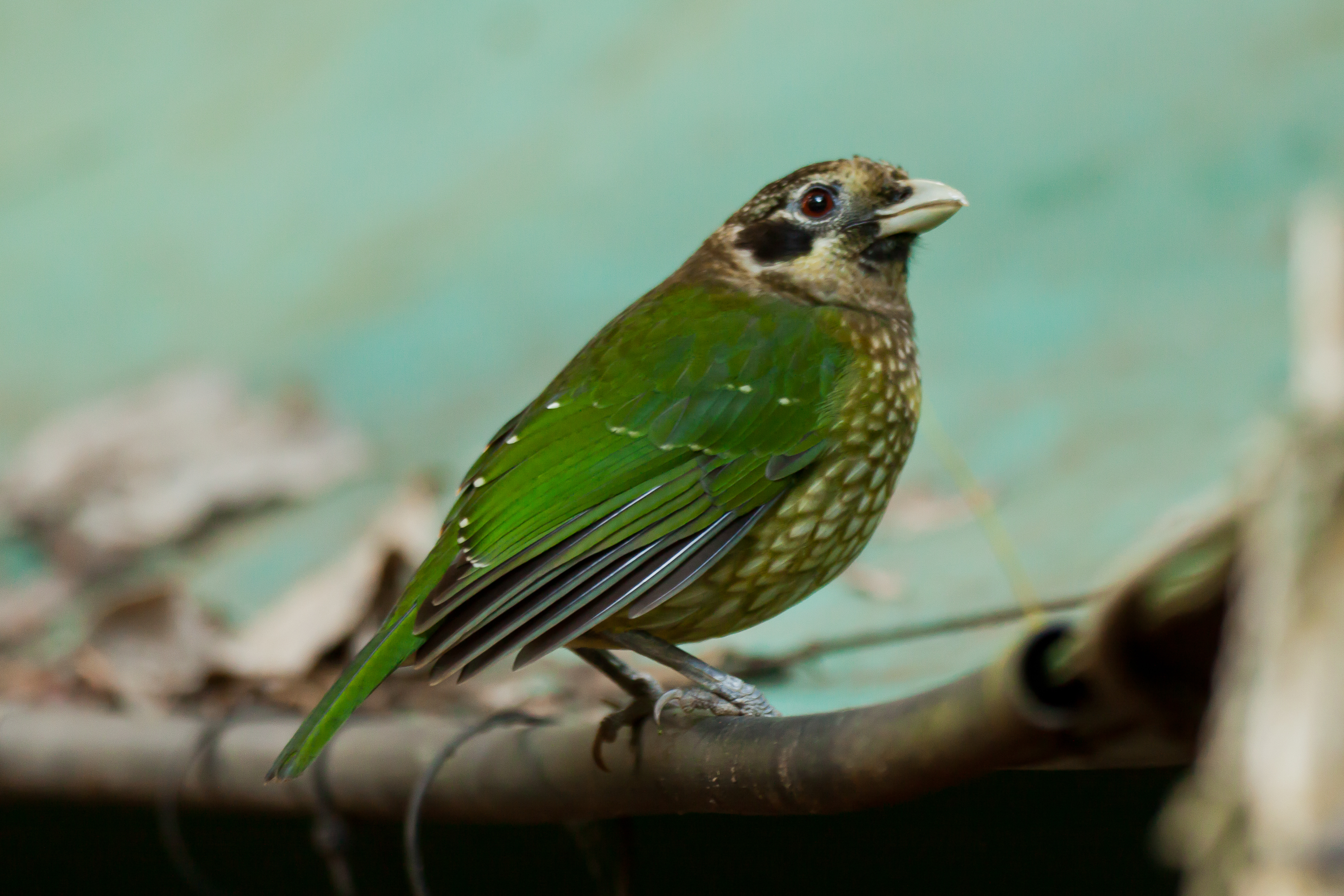
Esemplare in cattività.

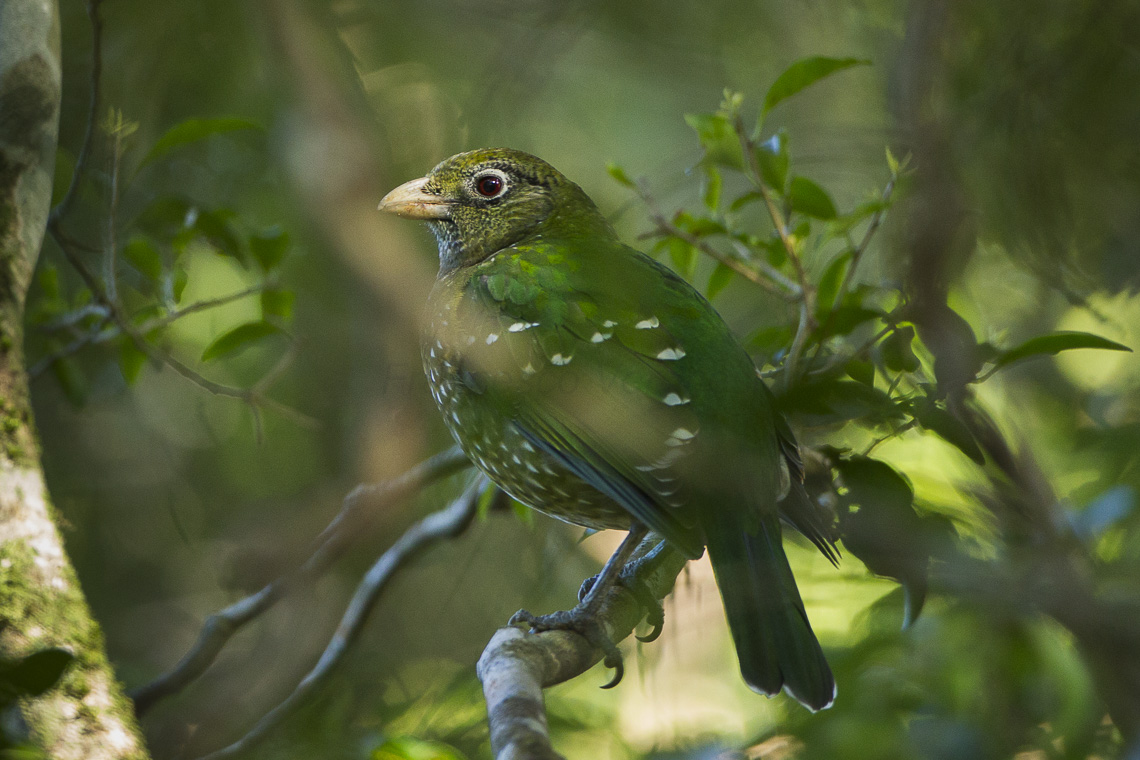
Esemplare nel parco nazionale di Lamington.

### Dimensioni
Misura 31 cm di lunghezza, per 167-289 g di peso: a parità d'età, i maschi sono più grossi e robusti rispetto alle femmine anche di un terzo.

### Aspetto
Si tratta di uccelli dall'aspetto massiccio e paffuto, muniti di testa piccola e arrotondata con becco robusto e piuttosto allungato, con la punta della mandibola superiore adunca, zampe allungate e robuste, ali lunghe e digitate e coda piuttosto lunga, sottile e di forma rettangolare.
Il piumaggio, come del resto intuibile dal nome comune, si presenta di color verde smeraldo su tutto il corpo, con tendenza a scurirsi su guance, fronte, vertice e area attorno al becco (dove sfuma nel grigio-verdastro, con penne dalla punta completamente di colore grigio scuro) e giallastre sul resto della testa e sul ventre, con l'area attorno alla cloaca che è bianco-giallastra. Attorno agli occhi è presente un cerchio perioculare di colore bianco puro: anche le penne di petto e fianchi, così come le copritrici e quelle della coda (che è più scura e tende al brunastro, con superficie inferiore delle penne di colore verde-azzurrino), presentano punta di questo colore.

Il dimorfismo sessuale è presente ma non estremo, con maschi dalla colorazione più intensa sul corpo e più scura sulla testa.
In ambedue i sessi gli occhi sono di colore rosso cupo, le zampe sono di colore grigio-azzurrino ed il becco è di color corno.

## Biologia
L'uccello gatto verde è un uccello dalle abitudini di vita essenzialmente diurne, piuttosto schivo e timido, che vive da solo o più comunemente in coppie, ciascuna delle quali occupa un territorio che si estende per circa cinque acri, pur difendendo attivamente solo l'area attorno al nido durante la stagione degli amori: all'infuori di questo periodo è infatti possibile osservarne gruppetti di 3-5 individui (generalmente costituiti da una coppia riproduttrice con i giovani ancora non pienamente autosufficienti della covata precedente), e fino a una ventina di individui sotto i grandi alberi da frutto durante il periodo della maturazione. Non di rado, gli uccelli gatto verdi si associano in stormi misti con altre specie dalle abitudini di vita simili, come l'uccello giardiniere satinato, l'uccello giardiniere testadorata o gli uccelli dei fichi.

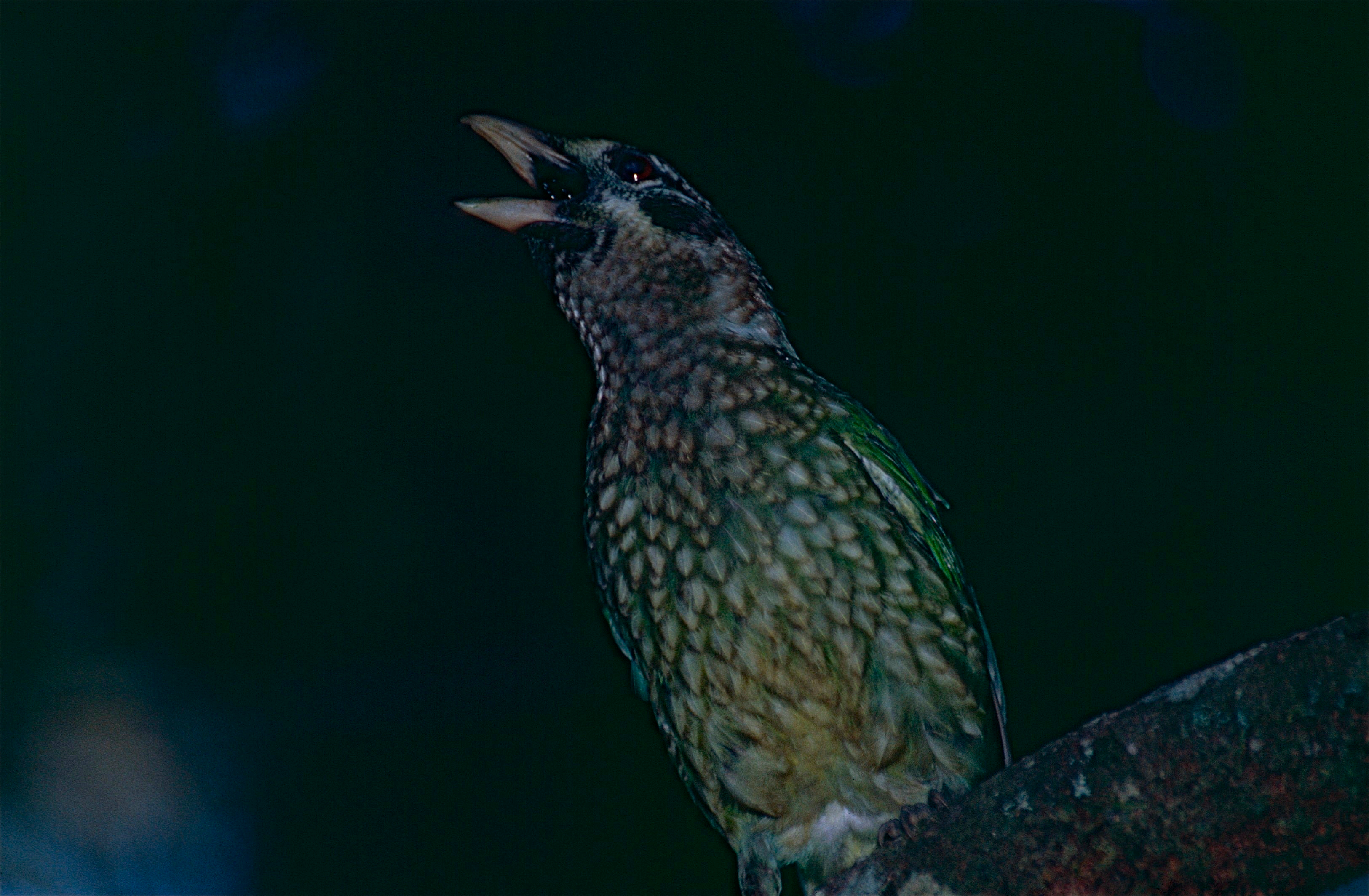
Esemplare vocalizza sul lago Eacham.

Il richiamo dell'uccello gatto verde ricorda il miagolio lamentoso di un gatto oppure il lamento di un neonato, emesso in maniera più o meno allungata: di tanto in tanto, questi uccelli emettono inoltre versi simili a uno starnuto. Le vocalizzazioni vengono emesse perlopiù al mattino o verso sera, mentre durante la stagione degli amori è molto frequente udirli ad ogni ora del giorno: non di rado, le coppie si esibiscono in duetti, che oltre ad avere valenza di avvertimento per gli eventuali intrusi sevono anche a rinsaldare il legame fra i due partner.

### Alimentazione
La dieta dell'uccello gatto verde è essenzialmente frugivora, basandosi sulla frutta matura (principalmente fichi) reperita fra i rami degli alberi o degli arbusti: più raramente, questi uccelli cercano il proprio cibo direttamente  al suolo, mentre è più frequente che essi comincino la propria ricerca dal sottobosco e giungano saltellando di ramo in ramo fino alla canopia.

Oltre alla frutta, questi animali si cibano anche di una grande varietà di bacche e materiale di origine vegetale, come germogli e foglioline, fiori, semi e granaglie: più sporadicamente, essi mangiano anche alimenti di origine animale, soprattutto grossi insetti ed altri invertebrati, ma anche raganelle e nidiacei reperiti saccheggiando i nidi.

### Riproduzione
Come tutti gli uccelli gatto, si tratta di animali monogami, le cui coppie rimangono insieme per la vita.

La stagione riproduttiva si estende dalla metà di settembre ai primi di marzo, con picco delle schiuse fra ottobre e dicembre: durante questo periodo, viene portata avanti una singola covata.
I maschi non costruiscono pergolati o piattaforme, ma delimitano un'area del terreno che viene pulita accuratamente e verrà utilizzata come arena nuziale: qui, essi portano una varietà di oggetti dal colore brillante (foglie, fiori, bacche, ma anche pezzetti di plastica e vetro), che utilizzano durante il corteggiamento tenendoli nel becco per impressionare la compagna.
Il nido, a forma di coppa, è piuttosto voluminoso: la femmina lo costruisce (talvolta aiutata dal maschio, che può fornirle parte del materiale da costruzione) nel folto della vegetazione di una felce, un arbusto o un albero basso, privilegiando in questi ultimi casi piante spinose. Come materiale da costruzione, vengono utilizzati rametti e viticci, mentre l'interno viene foderato prima con legno marcio e poi imbottito di foglie secche.

All'interno del nido, la femmina depone 2-3 uova di color bianco crema, che provvede a covare da sola (protetta dal maschio, che scaccia energicamente eventuali intrusi) per 23-24 giorni, al termine dei quali schiudono pulli ciechi ed implumi. I nidiacei vengono accuditi e imbeccati da ambedue i genitori, e divengono pronti per l'involo a 20-22 giorni dalla schiusa, pur continuando a rimanere coi genitori (seguendoli nei loro spostamenti e chiedendo loro l'imbeccata, sebbene sempre più sporadicamente man mano che crescono) ancora per un certo periodo, prima di affrancarsene in maniera definitiva e disperdersi.

## Distribuzione e habitat

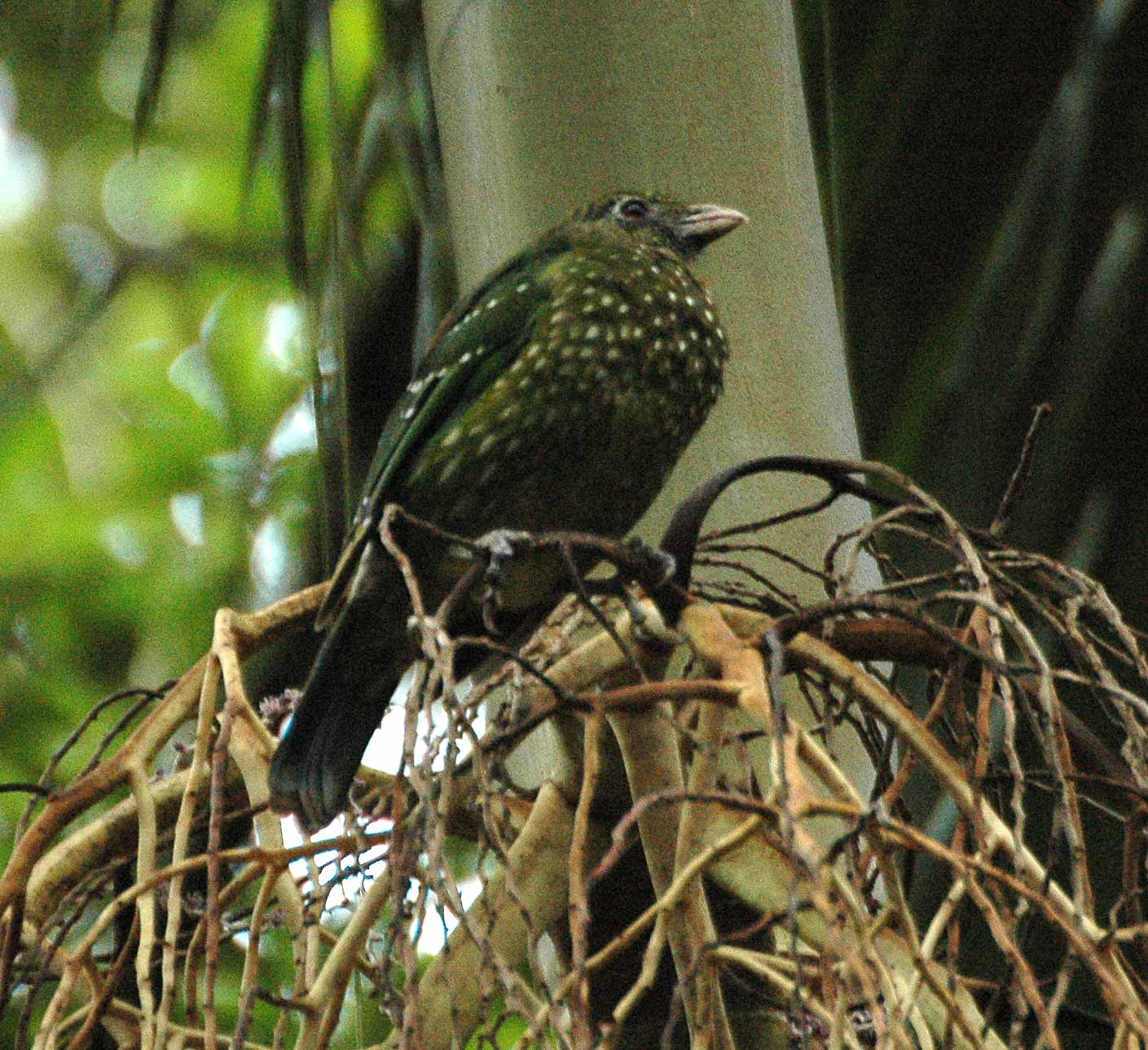
Esemplare nella regione di Moreton Bay.

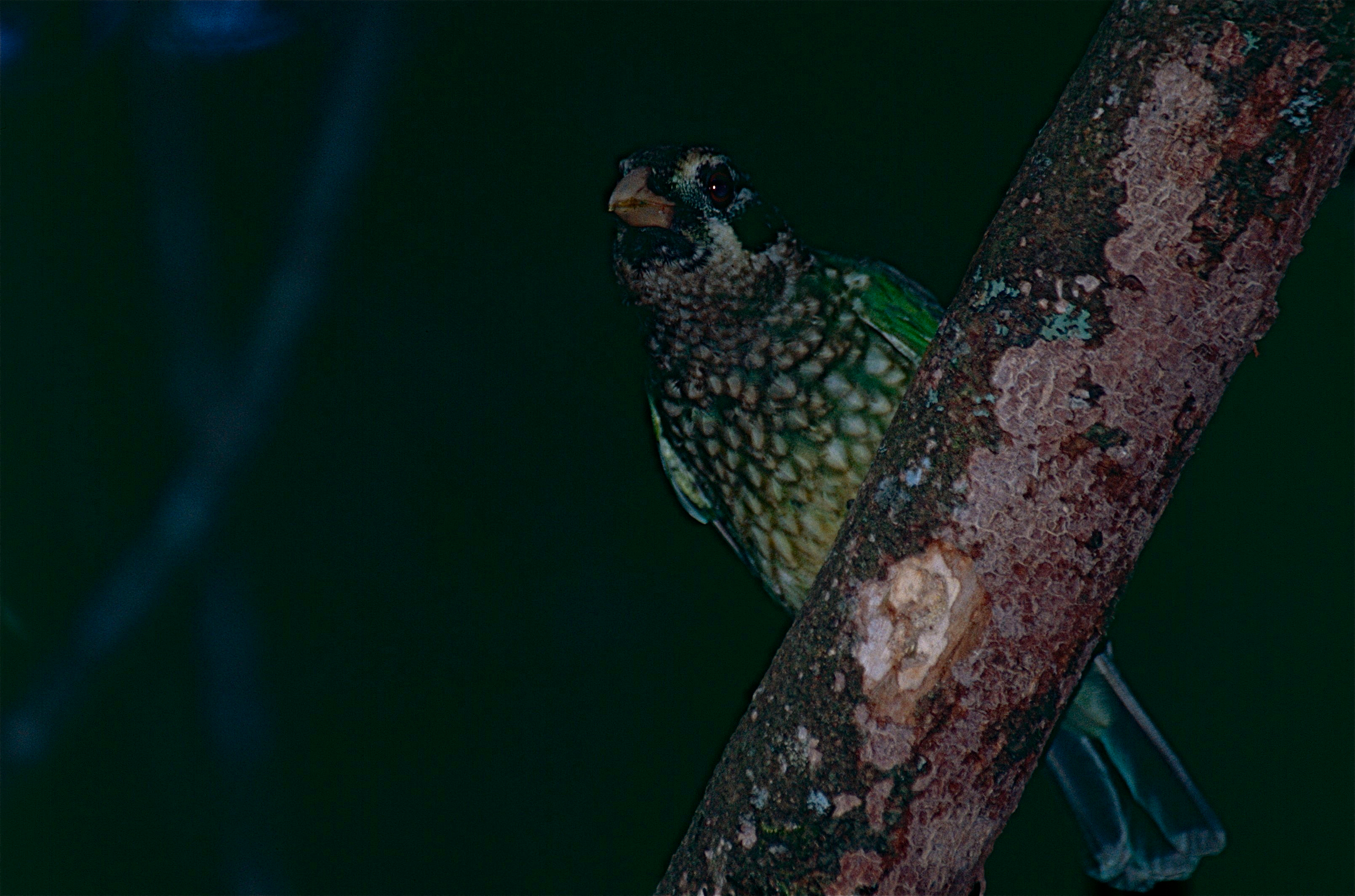
Esemplare sull'altopiano Atherton.

L'uccello gatto verde è endemico dell'Australia della quale popola la fascia costiera orientale occupando un'area che si estende grossomodo dal Queensland sud-orientale al Nuovo Galles del Sud sud-orientale, all'interno fino ai sobborghi orientali di Canberra.
La specie è residente in tutto l'areale di distribuzione, con potenziale di dispersione minimo: il massimo spostamento registrato in questi uccelli equivale a 9 km.
L'habitat di questi uccelli è rappresentato dalle aree ricoperte di foresta di pianura, sia primaria che secondaria, con predilezione per la foresta pluviale temperata e subtropicale e per i boschi di eucalipto.

## Tassonomia
In passato l'uccello gatto verde veniva accorpato all'uccello gatto maculato (col quale vive in simpatria nell'estremo nord dell'areale): le due popolazioni tuttavia presentano numerose differenze a livello morfologico e comportamentale, il che ha portato gli studiosi a ritenerne corretta la separazione in due specie a sé stanti, decisione supportata dai recenti studi di carattere genetico.